# Parque Estadual de Botumirim
O Parque Estadual de Botumirim é uma unidade de conservação de proteção integral da esfera estadual mineira criada em 2018, a área do parque se encontra no norte mineiro, dentro dos municípios de Bocaiúva e Botumirim. Antes da criação do parque, por anos a sociedade civil se manifestou pedindo que fosse criada uma unidade de conservação na região. Atualmente, o parque não possui infraestrutura para visitação.